# Roelof Klein
Roelof Klein (Lemmer, 7 juni 1877 - Montclair (New Jersey), 12 februari 1960) was een Nederlands roeier. Hij vertegenwoordigde Nederland eenmaal op de Olympische Spelen en won hierbij twee medailles.
Het hoogtepunt van zijn carrière waren de Olympische Zomerspelen 1900 in Parijs, toen Klein samen met zijn landgenoot François Brandt eerste werd in de twee met stuurman. Zij hadden aanvankelijk een Nederlandse stuurman, Herman Brockmann, maar deze bleek wat te zwaar, zodat een voor hen onbekend Frans jongetje in de boot werd gezet. François Brandt vermeldt in het gedenkboek van Laga in 1926 (blz. 42): "Onder de als te zwaar afgedankte "gamins" was er spoedig een gevonden, die vroeger ploegen van de Société de la Basse-Seine had gestuurd". Zij finishten als eerste in een tijd van 7.34,2 voor twee Franse boten. De naam van het Franse jongetje is lang onbekend gebleven, vermoed wordt dat het ging om de twaalfjarige Giorgi Nikoladze. Omdat het een gemengde Nederlands-Franse equipe was, werd hun overwinning door het IOC oorspronkelijk niet aangemerkt als een Nederlandse, maar Brandt en Klein zijn wel de eerste Nederlandse olympisch kampioenen uit de geschiedenis. Dit werd in 2012 ook erkend door het IOC. De Nederlander Herman Brockmann stuurde wel de vier met stuurman naar zilver en de acht met stuurman naar het brons.
Roelof Klein maakte ook deel uit van de acht die in Parijs de derde plaats haalde. Hij en Brandt hadden overigens geen idee, dat zij aan Olympische Spelen hadden meegedaan. Hun hele leven zijn ze ervan uitgegaan, dat zij in Parijs wereldkampioen waren geworden. Zij kregen ook geen medaille (die werden bij de Spelen pas vier jaar later ingevoerd), maar een bronzen beeld met het bijschrift dat zij een roeiwedstrijd hadden gewonnen tijdens de Wereldtentoonstelling. Het is nu in bezit van een kleindochter van Brandt, die in Australië woont.
Klein roeide bij de Delftse studentenroeivereniging D.S.R.V. Laga. 
Hij ging werken bij een buitenlandse tak van Shell en emigreerde later naar de Verenigde Staten.

## Palmares

### roeien (twee met stuurman)
- 1900:  OS - 7.34,2

### roeien (acht met stuurman)
- 1900:  OS - 6.23,0

François Brandt · 
Roelof Klein · 
Herman Brockmann (stuurman)
François Brandt · 
Johannes van Dijk · 
Roelof Klein · 
Ruurd Leegstra · 
Walter Meijer Timmerman Thijssen · 
Walter Middelberg · 
Hendrik Offerhaus · 
Henricus Tromp · 
Herman Brockmann (stuurman)
1900: François Brandt & Roelof Klein ·
1920: Ercole Olgeni & Giovanni Scatturin & Guido de Filip ·
1924: Édouard Candeveau & Alfred Felber & Émile Lachapelle ·
1928: Hans Schöchlin & Karl Schöchlin & Hans Bourquin ·
1932: Joseph Schauers & Charles Kieffer & Edward Jennings ·
1936: Gerhard Gustmann & Herbert Adamski & Dieter Arend ·
1948: Finn Pedersen & Tage Henriksen & Carl Ebbe Andersen ·
1952: Raymond Salles & Gaston Mercier & Bernard Malivoire ·
1956: Arthur Ayrault & Conn Findlay & Armin Kurt Seiffert ·
1960: Bernhard Knubel & Heinz Renneberg & Klaus Zerta ·
1964: Edward Ferry & Conn Findlay & Henry Kent Mitchell ·
1968: Primo Baran & Renzo Sambo & Bruno Cipolla ·
1972: Wolfgang Gunkel & Jörg Lucke & Klaus-Dieter Neubert ·
1976: Harald Jährling & Friedrich-Wilhelm Ulrich & Georg Spohr ·
1980: Harald Jährling & Friedrich-Wilhelm Ulrich & Georg Spohr ·
1984: Carmine Abbagnale & Giuseppe Abbagnale & Giuseppe Di Capua ·
1988: Carmine Abbagnale & Giuseppe Abbagnale & Giuseppe Di Capua ·
1992: Jonathan Searle & Gregory Searle & Garry Herbert